# Аделхайд фон Васел
Вижте пояснителната страница за други личности с името Аделхайд.
Аделхайд фон Васел (на немски: Adelheid von Wassel; * 1175; † 27 октомври 1244) е графиня от Васел и чрез женитби графиня на Ратцебург и Дасел.

## Произход
Тя е дъщеря на граф Конрад II фон Васел († 1176 или 1178) и Аделхайд фон Локум-Халермунд, наследничка на графство Халермунд, дъщеря на граф Вилбранд I фон Локум-Халермунд (1120 – 1167) и Беатрикс, дъщеря на пфалцграф Ото I фон Салм. Майка ѝ Аделхайд се омъжва втори път за граф Гюнтер II фон Шварцбург–Кефернбург († 1197).  Така тя е полусестра на граф Лудолф II фон Халермунд († 1256) и на Вилбранд фон Кефернбург († 1253), от 1235 г. архиепископ на Магдебург. Сестра и ̀Фридерун († сл. 1198) става монахиня.

## Фамилия
Първи брак: с граф Бернхард II фон Ратцебург († 1198). Те имат един син:
- Бернхард III († 1199), с него измира бадвидската фамилия на графовете на Ратцебург

Втори брак: ок. 1200 г. се омъжва за граф Адолф I фон Дасел (* пр. 1180; † 1224), син на граф Лудолф I фон Дасел. Те имат децата:
- Лудолф IV († 1223), женен пр. 15 май 1231 г. за Кеменция фон Евершайн († сл. 1255)
- Адолф III († сл. 23 ноември 1244), женен пр. 11 април 1220 г. за Елизабет фон Лобдебург († сл. 1244)
- Бертхолд I († сл. 1268), каноник в Хилдесхайм
- Аделхайд (* 1224; † 14 септември 1262/1263), омъжена I. за Йохан Якобсен Гален († 1240); II. пр. 6 май 1244 г. за граф Лудвиг фон Равенсберг († 1249) и майка на Лудвиг фон Равенсберг, епископ на Оснабрюк